# Clémentine Lucine
Pour les articles homonymes, voir Lucine.
Clémentine Lucine est une skieuse nautique originaire d'Annecy, née le 2 août 1982, sociétaire du Ski Nautique Club Sevrier Annecy.

## Biographie
Clémentine, issue d’un milieu familial sportif, son père étant un grand entraîneur de patinage artistique a un passé de patineuse, et est tout d’abord remarquée en figures, mais très rapidement, elle prouve son très grand potentiel, au niveau mondial, dans les 3 disciplines (avec le slalom et le saut).
Elle est également maman d'une petite fille nommée Tia

## Palmarès
Elle a remporté depuis le début de sa carrière plus de 115 médailles (Or, Argent et Bronze confondus) aux Championnats de France, d'Europe et du monde, et nombreux records du monde en figures et combiné.
Pour l'année 2007, Clémentine remporte les Championnats du Monde en slalom et au classement général combiné. C’est la première fois dans l’histoire du ski nautique français, qu’un sportif remporte deux titres sur des Championnats  du Monde.
Elle est médaillée d'or en figures aux Jeux mondiaux de 2013 ; aux Jeux mondiaux de 2017, elle est médaillée d'argent en figures et en slalom.
Aux Jeux méditerranéens de plage de 2015, elle est médaillée d'or en figures et en slalom.
Aux Championnats du monde de ski nautique en 2017 à Paris, elle est médaillée d'argent par équipe.

## Record
Le 18 septembre 2011 à Santa Rosa Beach (Floride, USA), elle franchi les 10 000 points avec 10 040 points en figures et combiné lors du Alexis Pickos Open avec :
- 10 040 pts en figures
- 5,5 bouées à 11,25 m en slalom
- 49,70 m en saut

Ce record est un nouveau record du monde historique, faisant de Clémentine Lucine, la première skieuse à dépasser les 10 000 points rejoignant Patrice Martin, premier homme à avoir franchi les 10 000 points.